# Faubion
Faubion az Amerikai Egyesült Államok Oregon államának Clackamas megyéjében, a U.S. Route 26 közelében elhelyezkedő önkormányzat nélküli település.

## Története
Névadója a Faubion család. Az 1925 és 1937 között működő posta első vezetője William J. Faubion volt; ő működtette a La Casa Monte fogadót is.

## Fordítás
- Ez a szócikk részben vagy egészben  a   Faubion, Oregon című angol Wikipédia-szócikk ezen változatának fordításán alapul.  Az eredeti cikk szerkesztőit annak laptörténete sorolja fel. Ez a jelzés csupán a megfogalmazás eredetét és a szerzői jogokat jelzi, nem szolgál a cikkben szereplő információk forrásmegjelöléseként.